# 達克斯
达克斯（法語：Dax，法語發音：[daks]），法国西南部城市，新阿基坦大区朗德省的一个市镇，同时也是该省的一个副省会，下辖达克斯区。达克斯位于朗德省西南部，阿杜尔河左岸，其市镇面积为19.7平方公里，2022年1月1日时的人口数量为21,716，在法国城市中排名第450位。
达克斯是朗德省人口第二多的城市，是一个重要的铁路枢纽和商业中心，同时也因达克斯狂欢节、达克斯斗牛节和附近的温泉而闻名，是法国西南部的重要区域性旅游城市。

## 地名来源
达克斯一名来源于高卢语“tarvos”，意为“公牛”。

## 历史

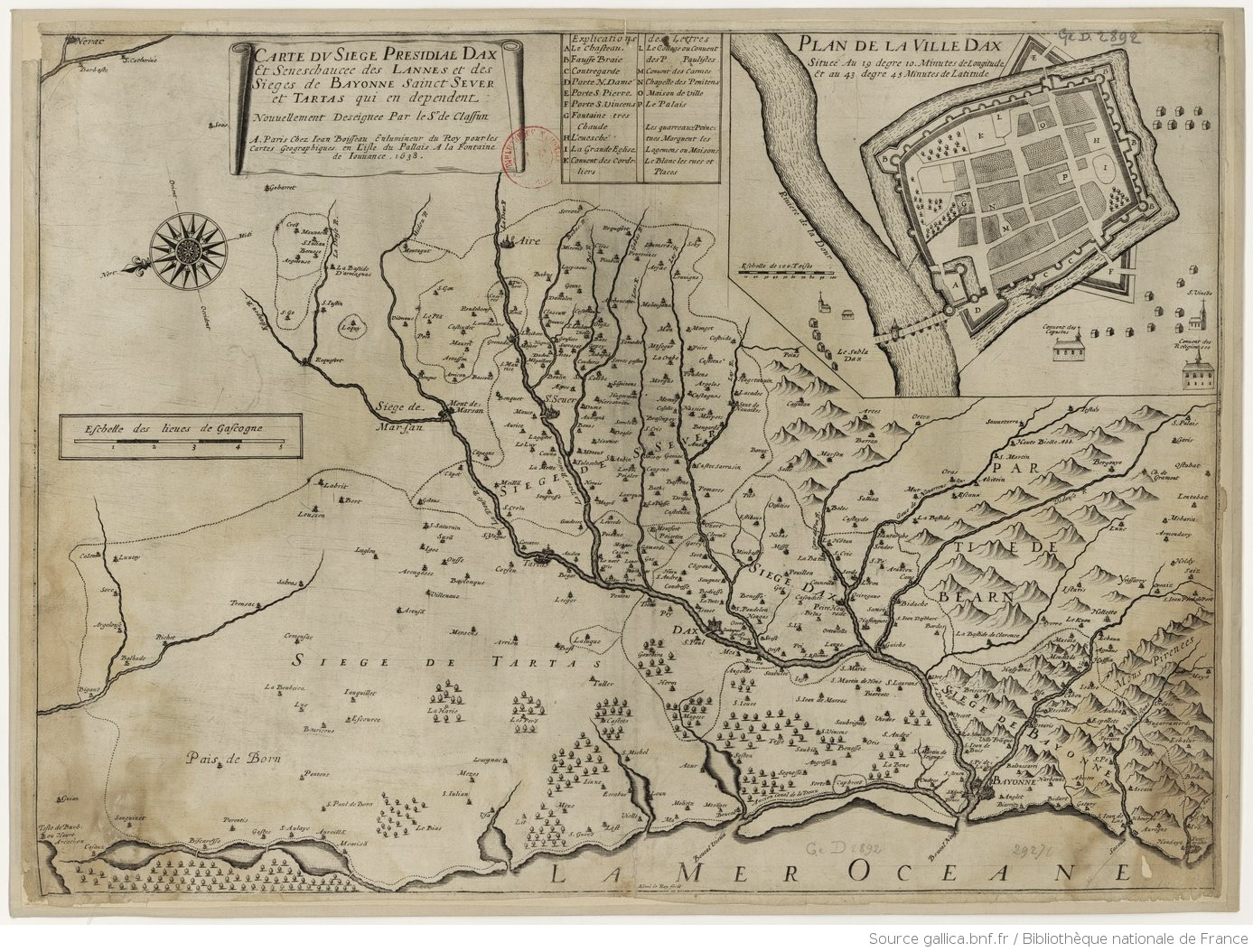
17世纪的达克斯地区地图

达克斯历史悠久，早在青铜器时期就已出现人类活动，达克斯市区西南部的拉诺（Lanot）街区曾出土多处先古时期的人类活动遗址。高卢时期，塔贝尔人在阿杜尔河左岸修建阿夸塔贝利卡城并定都于此，该城为达克斯的城市前身。罗马人入侵后，达克斯属于诺文波普拉尼亚。公元626年，新民族领地被划入加斯科涅公国，成为阿基坦王国的一部分。1152年，阿基坦的埃莉诺与亨利二世联姻，法国大部分地区被金雀花王朝统治，直到英法百年战争结束。圣雅各之路西线通过达克斯跨越阿杜尔河。法国大革命后，达克斯因过于靠近西班牙边境而未能成为朗德省的省会。工业革命期间，波尔多－伊伦铁路和皮约－达克斯铁路在此交汇，达克斯成为一个铁路枢纽，并因为其附近的温泉而成为一个重要的旅游中转站，城市快速发展。1952年，达克斯发生特大洪水，市区多处发生内涝。

## 地理
达克斯位于法国西南部，新阿基坦大区西南部和朗德省西南部，距离大区首府波尔多大约145公里，距离法国首都巴黎大约732公里。与达克斯接壤的市镇包括：梅斯、纳罗斯、韦尔勒伊、圣庞德隆、圣保罗莱达克斯、塞雷斯、泰尔西斯莱班、伊佐斯。

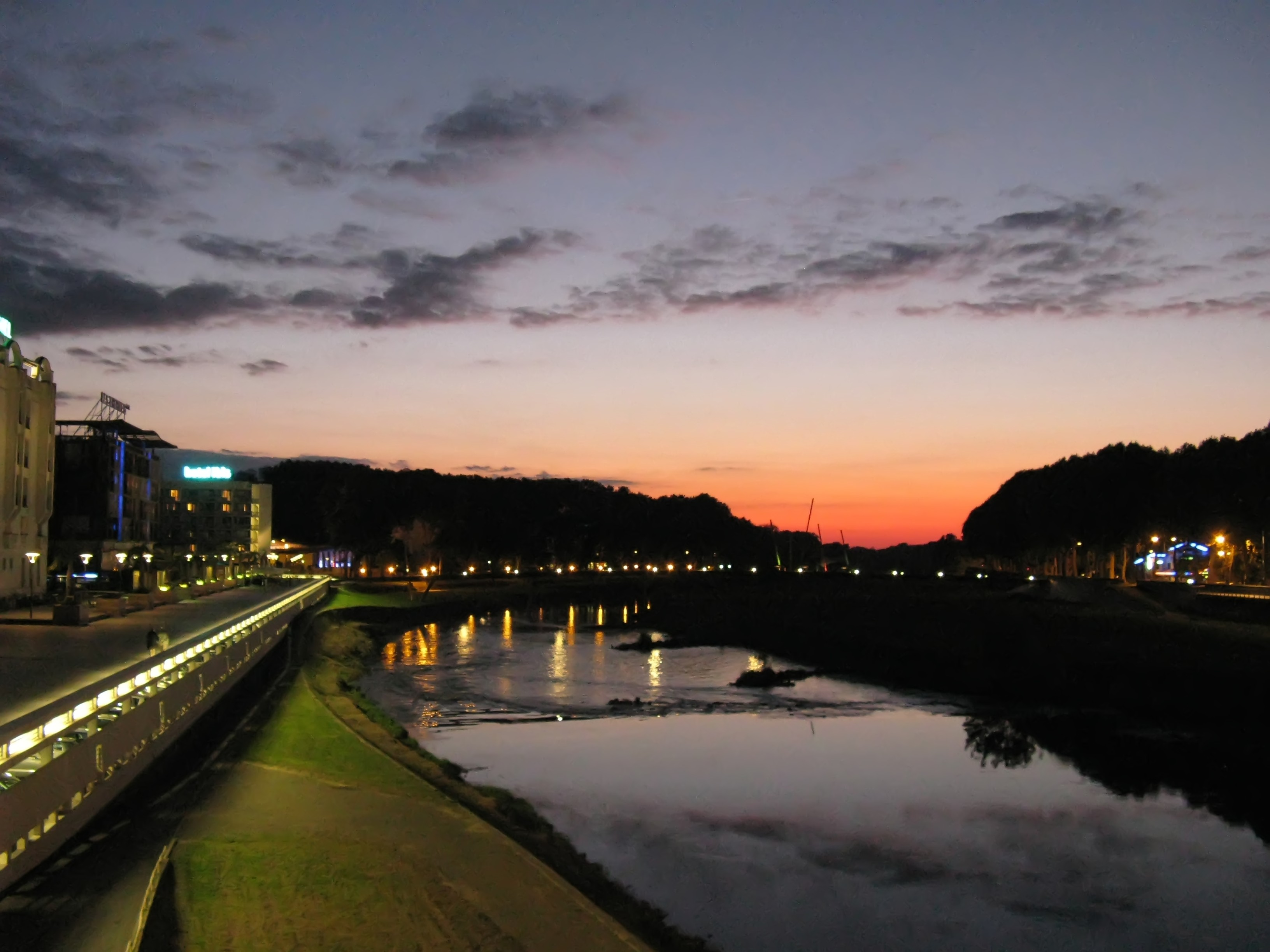
流经达克斯的阿杜尔河

### 地形
达克斯位于阿杜尔河下游平原，境内地势平坦，海拔在2到46米之间。

### 水文
阿杜尔河自东北向西南流经达克斯境内，平均宽度约100米，该河独立注入大西洋，不属于法国五大水系当中的任何一个。

### 气候
达克斯在柯本气候分类法中属于带有地中海气候特征的温带海洋性气候，降水冬多西少。
达克斯南郊的塞雷斯设有气象站，以下为该气象站的数据：
| 达克斯-塞雷斯1973年－2019年 | 达克斯-塞雷斯1973年－2019年 | 达克斯-塞雷斯1973年－2019年 | 达克斯-塞雷斯1973年－2019年 | 达克斯-塞雷斯1973年－2019年 | 达克斯-塞雷斯1973年－2019年 | 达克斯-塞雷斯1973年－2019年 | 达克斯-塞雷斯1973年－2019年 | 达克斯-塞雷斯1973年－2019年 | 达克斯-塞雷斯1973年－2019年 | 达克斯-塞雷斯1973年－2019年 | 达克斯-塞雷斯1973年－2019年 | 达克斯-塞雷斯1973年－2019年 | 达克斯-塞雷斯1973年－2019年 |
| 月份                        | 1月                         | 2月                         | 3月                         | 4月                         | 5月                         | 6月                         | 7月                         | 8月                         | 9月                         | 10月                        | 11月                        | 12月                        | 全年                        |
| --------------------------- | --------------------------- | --------------------------- | --------------------------- | --------------------------- | --------------------------- | --------------------------- | --------------------------- | --------------------------- | --------------------------- | --------------------------- | --------------------------- | --------------------------- | --------------------------- |
| 历史最高温 °C（°F）         | 25.5 (77.9)                 | 27.2 (81.0)                 | 29.9 (85.8)                 | 32.7 (90.9)                 | 36.2 (97.2)                 | 39.1 (102.4)                | 40.8 (105.4)                | 41.1 (106.0)                | 38 (100)                    | 34.7 (94.5)                 | 28.1 (82.6)                 | 25.5 (77.9)                 | 41.1 (106.0)                |
| 平均高温 °C（°F）           | 11.4 (52.5)                 | 13.1 (55.6)                 | 16.4 (61.5)                 | 18.1 (64.6)                 | 21.7 (71.1)                 | 24.7 (76.5)                 | 27.0 (80.6)                 | 27.2 (81.0)                 | 25.0 (77.0)                 | 20.6 (69.1)                 | 14.8 (58.6)                 | 11.6 (52.9)                 | 19.3 (66.8)                 |
| 日均气温 °C（°F）           | 7.2 (45.0)                  | 8.2 (46.8)                  | 11.0 (51.8)                 | 12.8 (55.0)                 | 16.4 (61.5)                 | 19.5 (67.1)                 | 21.5 (70.7)                 | 21.7 (71.1)                 | 19.1 (66.4)                 | 15.5 (59.9)                 | 10.5 (50.9)                 | 7.6 (45.7)                  | 14.3 (57.7)                 |
| 平均低温 °C（°F）           | 3 (37)                      | 3.3 (37.9)                  | 5.5 (41.9)                  | 7.5 (45.5)                  | 11.1 (52.0)                 | 14.2 (57.6)                 | 16.1 (61.0)                 | 16.1 (61.0)                 | 13.3 (55.9)                 | 10.4 (50.7)                 | 6.1 (43.0)                  | 3.7 (38.7)                  | 9.2 (48.5)                  |
| 历史最低温 °C（°F）         | −16.2 (2.8)                 | −9.5 (14.9)                 | −8.3 (17.1)                 | −1.8 (28.8)                 | 0.3 (32.5)                  | 3.8 (38.8)                  | 3.4 (38.1)                  | 6.8 (44.2)                  | 2.2 (36.0)                  | −1.7 (28.9)                 | −7.2 (19.0)                 | −10.2 (13.6)                | −16.2 (2.8)                 |
| 平均降水量 mm（）           | 106.3 (4.19)                | 95.8 (3.77)                 | 82.8 (3.26)                 | 107.5 (4.23)                | 90.2 (3.55)                 | 69.8 (2.75)                 | 57.9 (2.28)                 | 70.3 (2.77)                 | 89.6 (3.53)                 | 117 (4.6)                   | 145.7 (5.74)                | 118.4 (4.66)                | 1,151.3 (45.33)             |
| 月均日照時數                | 95.1                        | 108.2                       | 166                         | 171.2                       | 196.7                       | 206.6                       | 219.7                       | 212.7                       | 190.2                       | 142.2                       | 93.5                        | 80.2                        | 1,882.3                     |
| 来源：Infoclimat            |                             |                             |                             |                             |                             |                             |                             |                             |                             |                             |                             |                             |                             |

## 行政区划

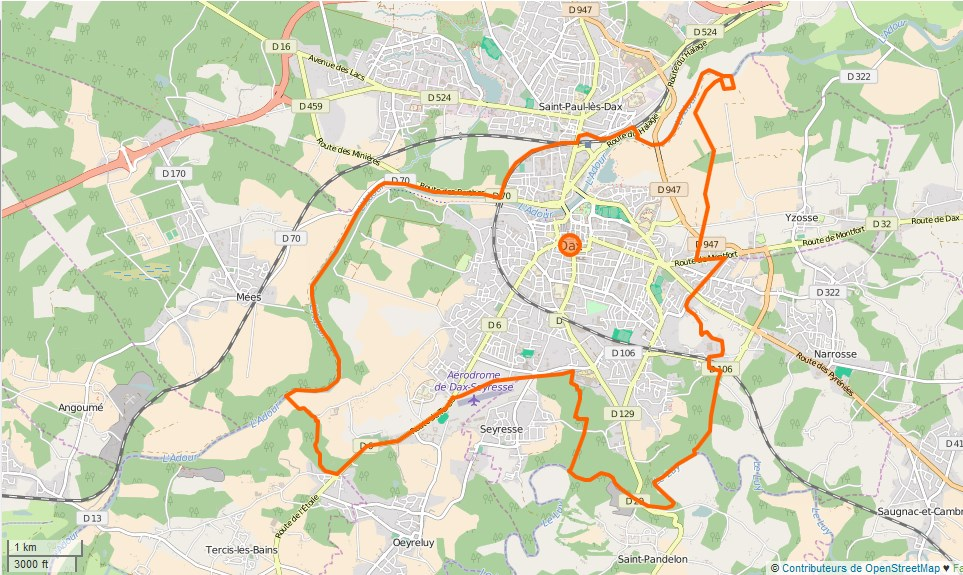
达克斯市镇范围地图

达克斯是法国新阿基坦大区朗德省的一个市镇，编号为40088，它也是朗德省的一个副省会。达克斯下辖达克斯区，管理达克斯第一县和第二县，同时也是大达克斯城市圈公共社区的办公驻地。
达克斯市镇被划为勒贡（Le Gond）、屈耶斯（Cuyès）和萨布拉尔（Sablar）3个街区，实行街区自治制度。
法国国家统计与经济研究所（简称）在进行数据统计时，将达克斯及相邻的另外12个市镇设为达克斯城市核心区，并将包括核心区在内的周边共31个市镇划为达克斯城市区。
同时，还将达克斯市镇分为了8个“块区”（IRIS），以便于统计人口分布情况。

## 交通

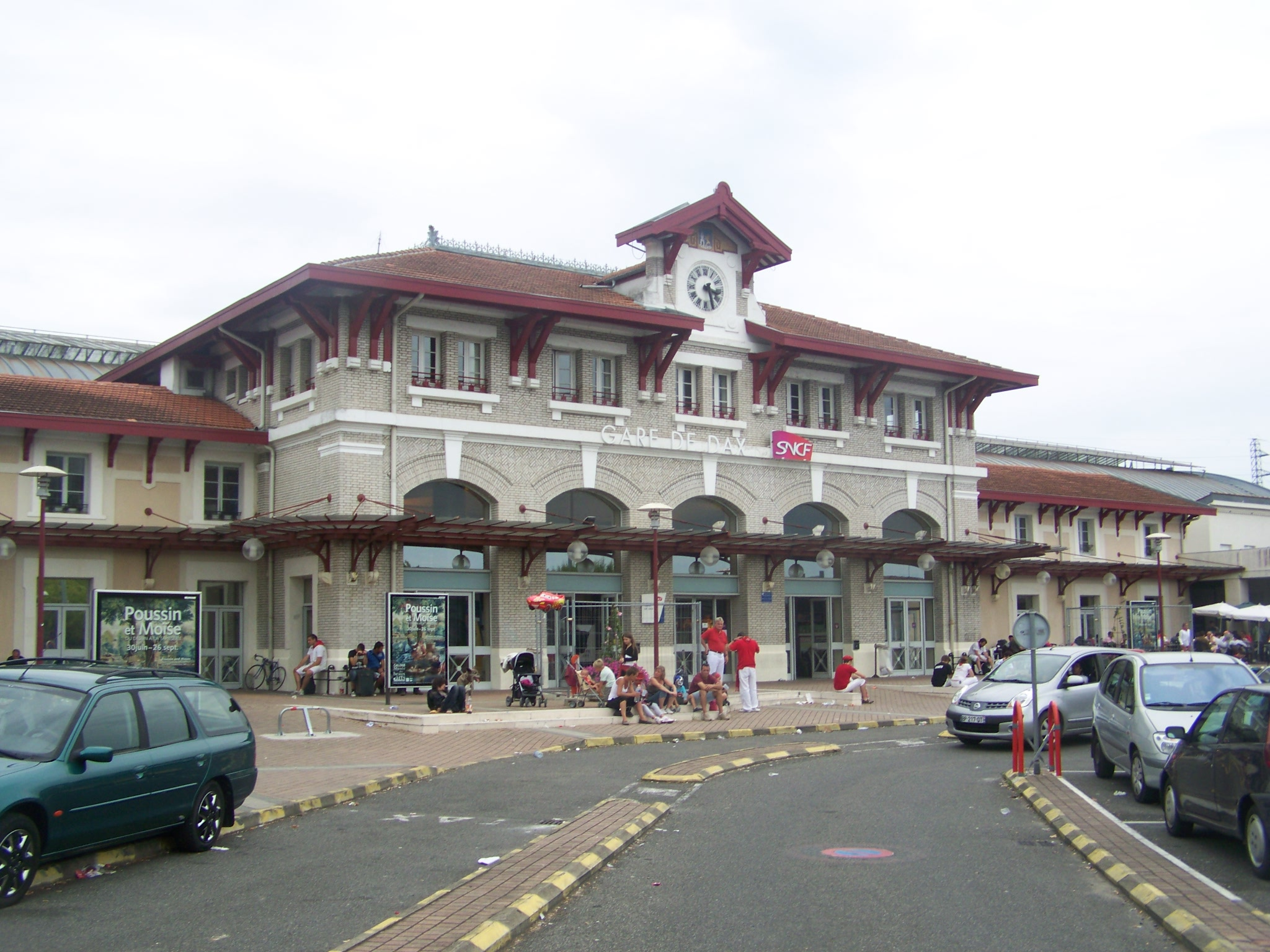
达克斯火车站

### 公路
达克斯是一个区域性的交通枢纽，多条朗德省省道在达克斯境内交汇，新阿基坦大区公共交通开行由达克斯火车站出发经达克斯市区前往莫莱翁-利沙尔的城际客运线路；朗德省城际客运则开行由达克斯市中心前往省会蒙德马桑的大巴车线路，同时也有校车线路可前往周边主要市镇。2015年，55.3%的达克斯家庭拥有至少一辆的私人汽车。2016年，达克斯境内共发生各类交通事故7起，造成7人受伤。

### 铁路
达克斯位于波尔多－伊伦铁路和皮约－达克斯铁路的交汇点上，历史上还有前往蒙德马桑方向的铁路，但已于1970年废弃。达克斯站位于达克斯市区西部，该站每天停靠往返于巴黎和塔布或昂代之间的TGV列车，同时开行前往波尔多、波城、巴约讷、塔布等地的区域列车。2017年7月以前，达克斯还停靠一班直达巴黎的夜班城际列车，后因南欧-大西洋高速铁路的建成而取消。

### 航空

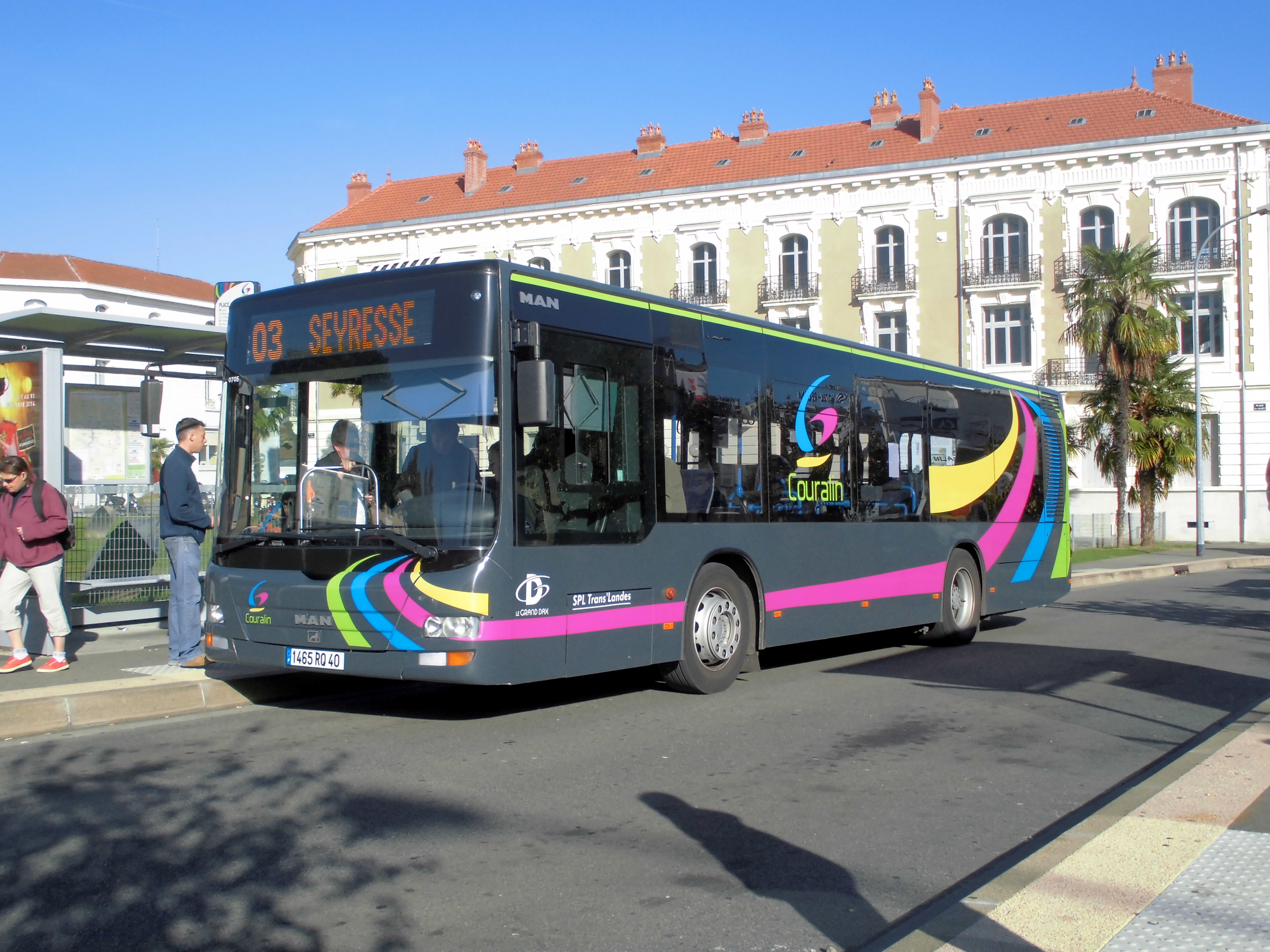
达克斯城市公交

距离达克斯最近的民用航空机场为比亚里茨-巴斯克地区机场，该机场开行前往巴黎、里尔、南锡等地的航线。

### 城市公共交通
达克斯城市公共交通（商业名称为）下属11条常规公交线路，另有1条节假日线路、1条定制公交线路和多条校车线路，路网覆盖了整个城市圈公共社区。

## 政治

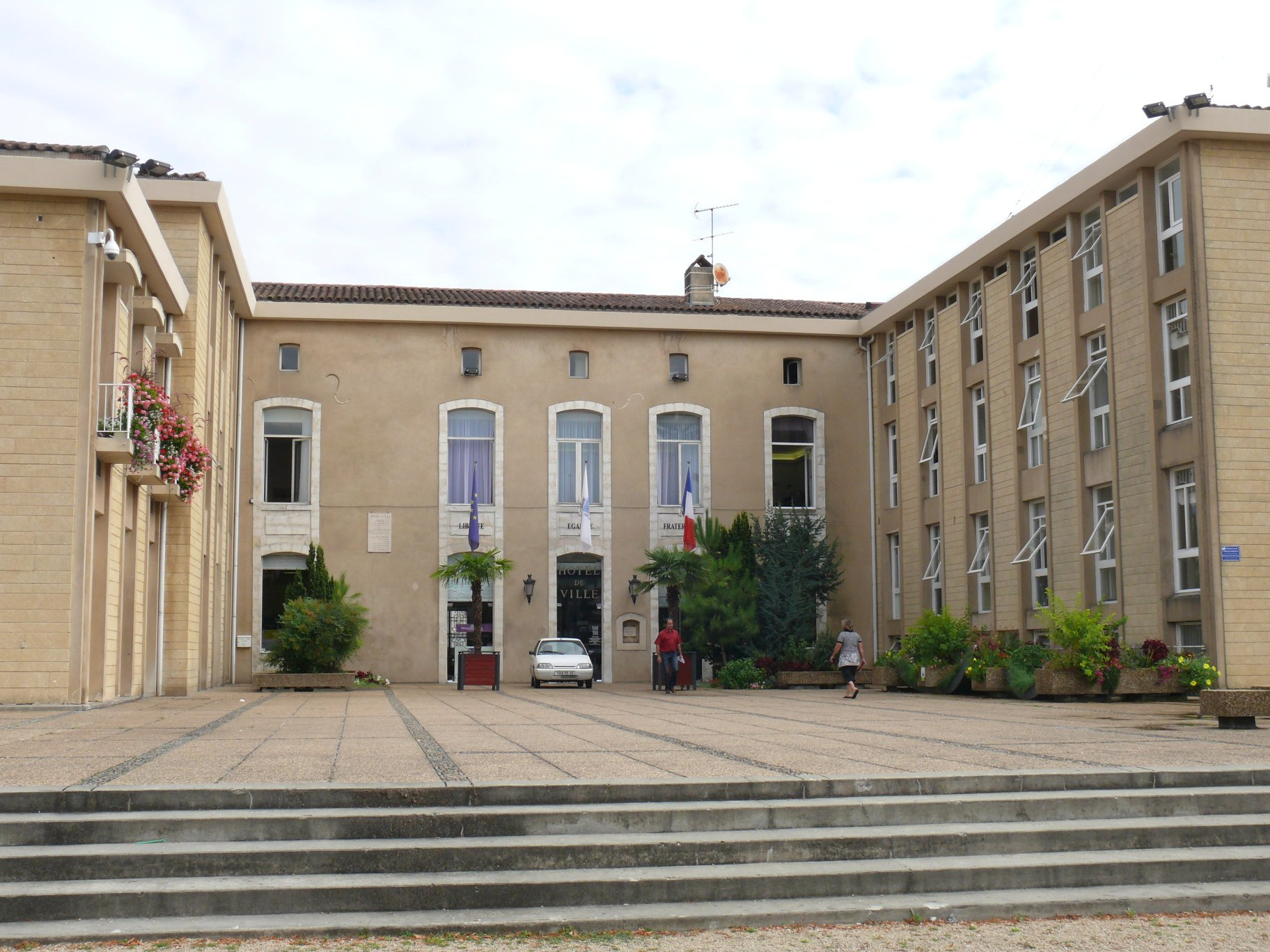
达克斯市政厅

达克斯的现任市长为朱利安·迪布瓦先生（Julien Dubois），他是一名中间派，在2020年的市政选举中获得了56.77%的支持率。
2017年的法国总统大选中，法国第25任总统埃马纽埃尔·马克龙在达克斯获得了72.64%的支持率。
| 达克斯历届市长 |                        |                                    |
| 任期           | 市长                   | 党派                               |
| 1944年－1959年 | 欧仁·米利耶斯-拉克鲁瓦 | GD左翼民主党                       |
| 1959年－1977年 | 马克斯·莫拉斯          | UDR共和国保卫联盟 →RPR保衛共和聯盟 |
| 1977年－1995年 | 伊夫·古瑟贝尔-迪潘     | UDF法国民主联盟                    |
| 1995年－2008年 | 雅克·福尔泰            | DL民主自由 →UMP人民运动联盟        |
| 2008年－2016年 | 加布里埃尔·贝洛克      | PS社会党                           |
| 2016年－2020年 | 伊丽莎白·邦让          | PS社会党 →DVG左翼无党派人士        |
| 2020年－       | 朱利安·迪布瓦          | DVC混杂中间派                      |

## 人口
2017年，达克斯市镇人口数量为20,681，在法国排名第450位。其中男性9,365人，女性11,526人，75岁及以上人口占13.5%，外籍人口数量为1,547人，人口密度为1,050人/平方公里，当地居民被称为（男性）或（女性）。2018年，达克斯境内出生178人，死亡人口387人。
| 年份   | 1936   | 1946   | 1954   | 1962   | 1968   | 1975   | 1982   | 1990   | 1999   | 2006   | 2011   | 2016   | 2017   |
| ------ | ------ | ------ | ------ | ------ | ------ | ------ | ------ | ------ | ------ | ------ | ------ | ------ | ------ |
| 人口數 | 13,056 | 14,113 | 14,557 | 17,051 | 19,348 | 19,137 | 18,648 | 19,309 | 19,515 | 20,810 | 20,299 | 20,891 | 20,681 |

## 经济
达克斯是朗德省的第二大城市，区域性的工商业中心，朗德省工商会在达克斯设有一个分支，旅游业和食品加工业是当地的主要经济支柱。

## 财政收入
2018年，达克斯的财政收入总额为32,747,800欧元，财政支出总额为30,572,900欧元，当年的债务总额为48,308,200欧元。
2014年，达克斯的人均收入总额为2,458欧元，其中高职人员为4,013欧元，普通职员为1,744欧元。
2016年，达克斯境内的青壮年（15至64岁）失业率为23.8%，当地36%的家庭拥有纳税资格。

## 社会事务

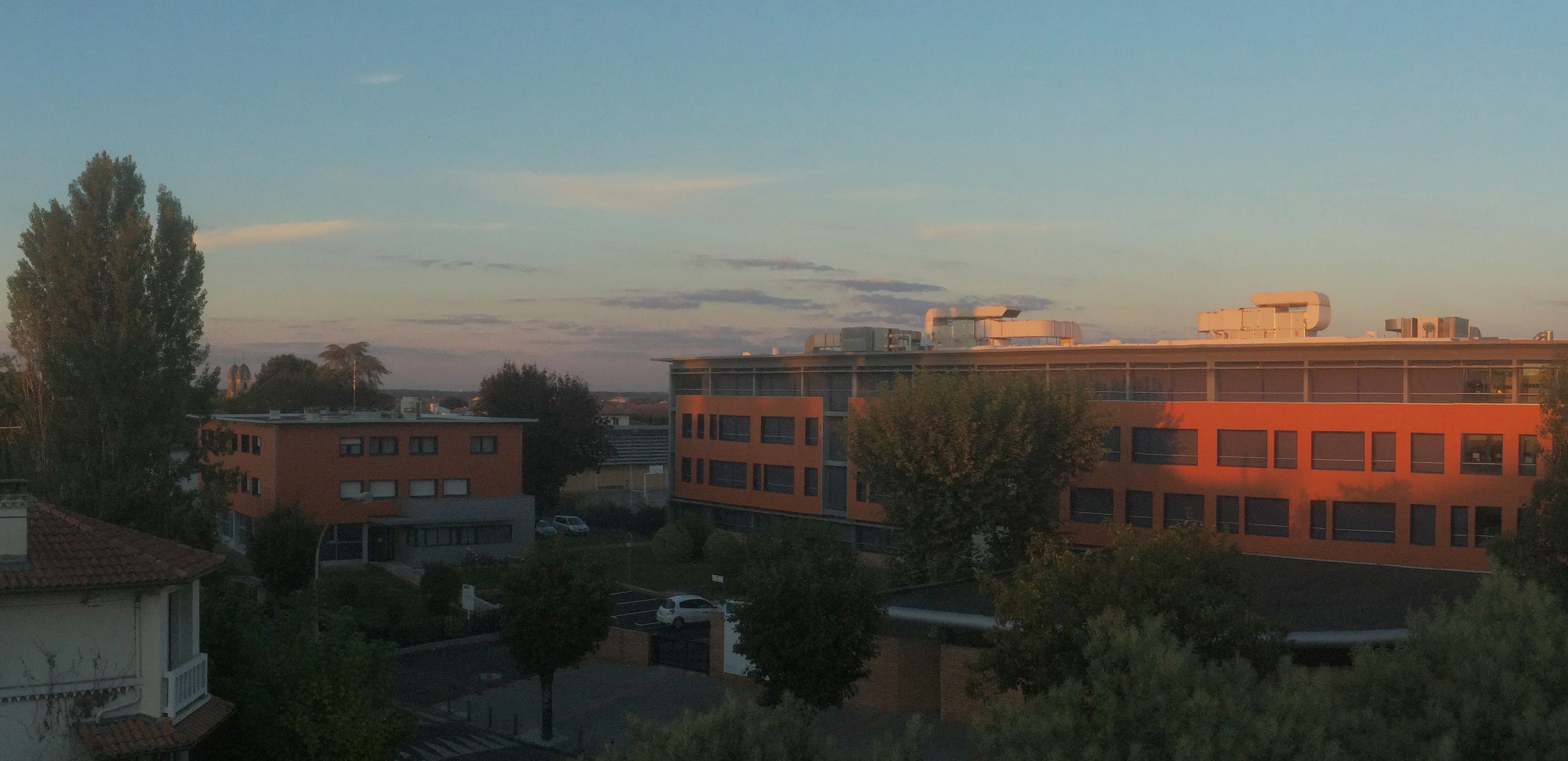
达克斯博尔达高级中学

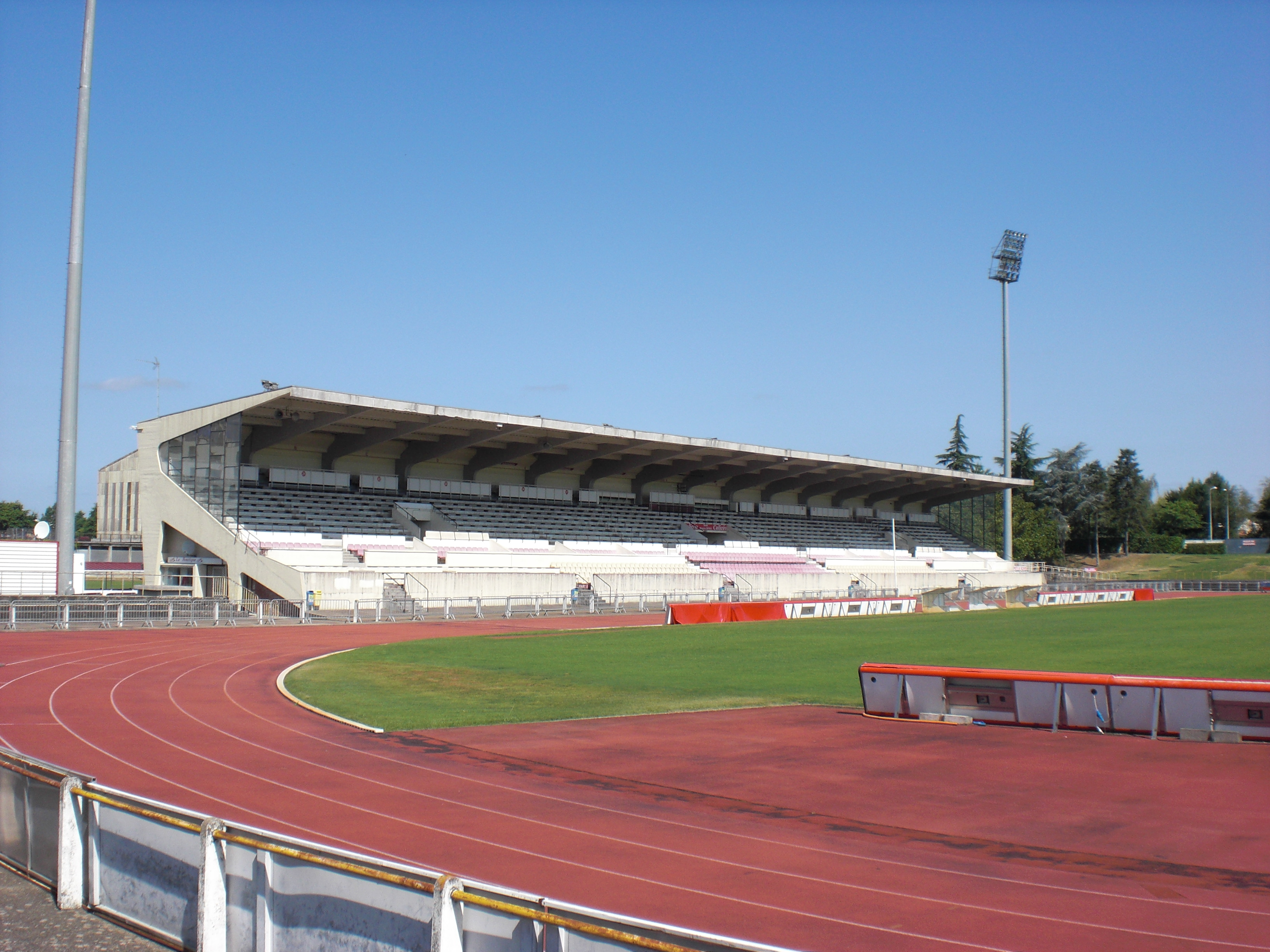
莫里斯-布瓦约体育场

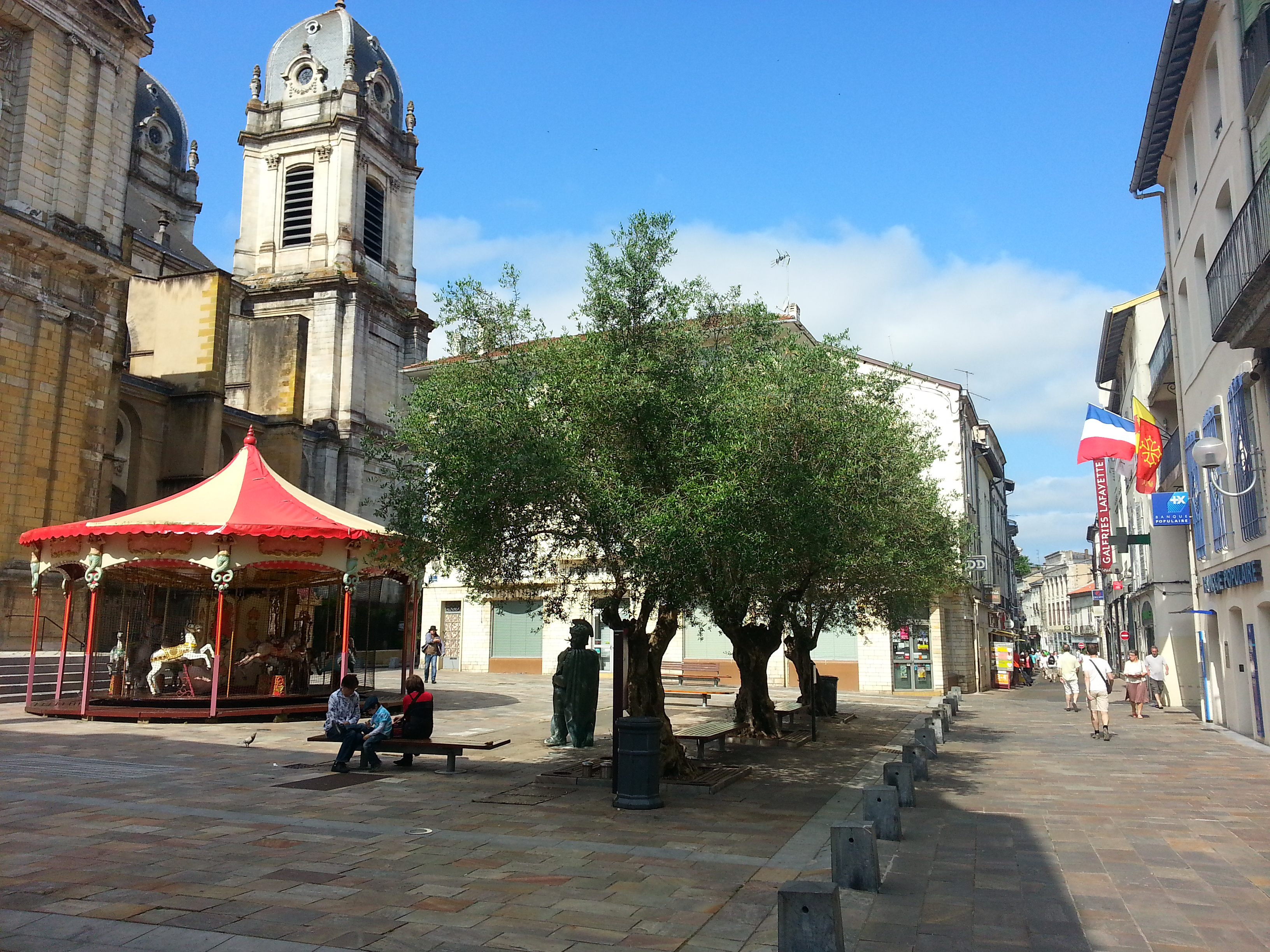
达克斯老城区的一处街头餐厅

### 教育
达克斯属于波尔多学区。截止2017年1月1日，达克斯境内共有5所幼儿园、6所小学、3所初级中学和2所普通高中。2018至2019学年度，达克斯境内共有在校中小学生4,228名。
在高等教育方面，波尔多大学下属的热力学学院（Institut du Thermalisme）位于达克斯境内。

### 医疗
截止2017年1月1日，达克斯境内共有全科医生46名、保健师46名、牙医31名、护士45名、耳科医生7名、眼科医生13名、皮肤科医生3名、助产士4名、儿科医生2名和妇科医生3名。境内共有药房14家，养老院5家，残疾人帮扶中心1家。
达克斯中心医院，全名为“达克斯-银色海岸中心医院”（Centre Hospitalier de Dax-Côte d’Argent）位于达克斯市区西南部，是当地规模最大的公立综合性医院。

### 住房
2015年，达克斯境内共有各类住房15,826套，其中73%为常住房屋。

### 商业
2017年，达克斯境内共有各类商铺1,891家，其中餐饮服务类784家。达克斯北部的圣保罗境内设有大型开放式商业街区。

### 体育
2017年，达克斯境内共有1家游泳池、4间健身房、3座综合体育场、10处网球场、2处马术场、6处足球或橄榄球场、7处篮球或排球场以及1处高尔夫球场。
达克斯体育联盟是一支橄榄球俱乐部，成立于1904年，2019至2020赛季参加法国橄榄球乙级联赛，主场为莫里斯-布瓦约体育场。

### 环境
达克斯的环境事务由其所属的公共社区负责。2017年，达克斯境内共有3污染企业。

### 治安
2014年，达克斯及附近地区共发生各类案件2,677起，其中盗窃类案件1,649起，经济类案件380起，毒品交易类案件180起。

## 文化

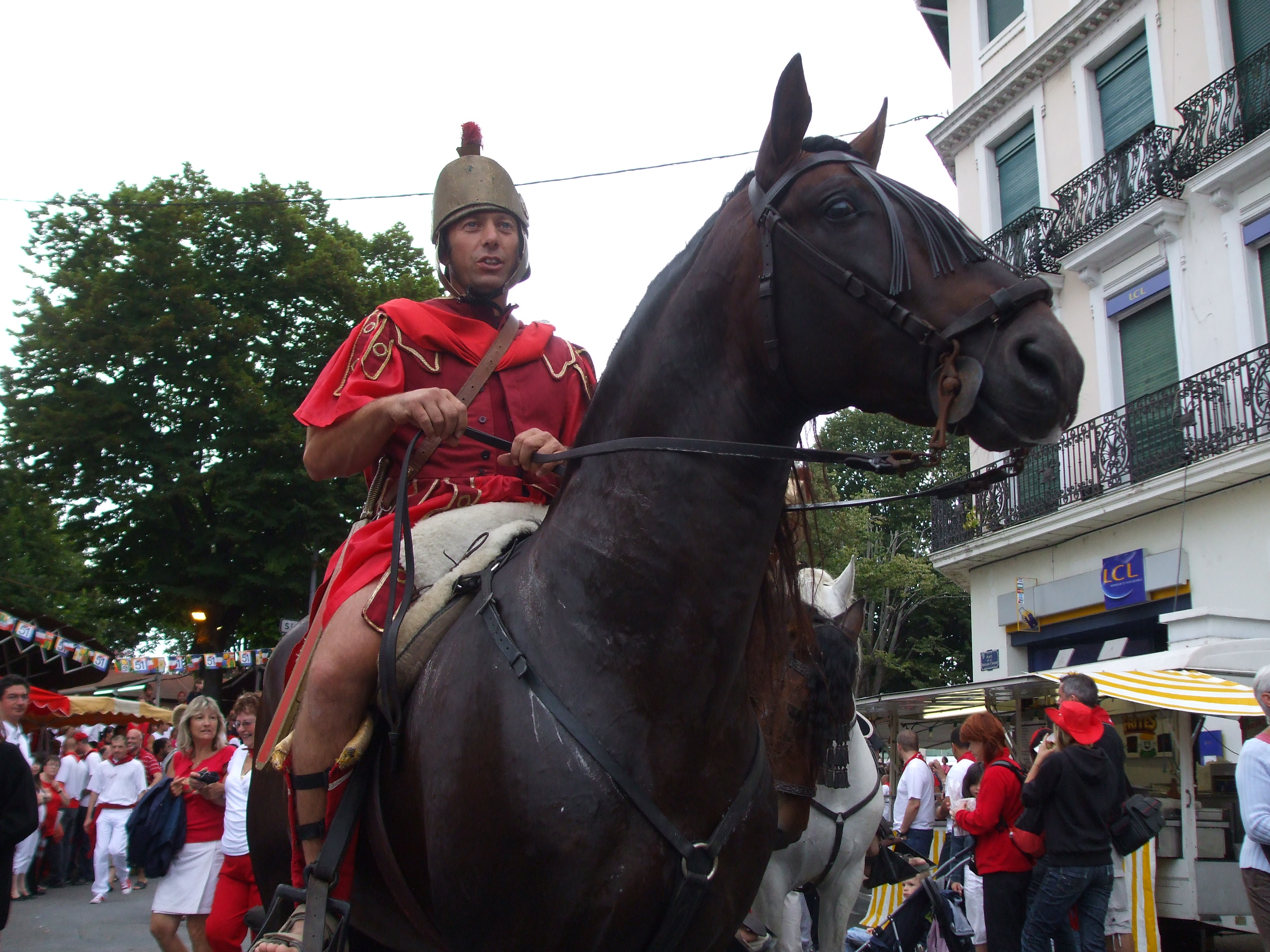
达克斯斗牛节

2017年，达克斯境内共有1个剧场、1个电影院、1个博物馆和1个音乐厅。其中博尔达博物馆建于1807年，是当地重要的文化设施。
达克斯因狂欢节和斗牛节而闻名，每年夏季举办，历时五天五夜。

### 旅游
达克斯是一个区域性的旅游中心城市，因狂欢节、斗牛节和温泉而闻名；同时达克斯也是圣雅各之路所经之地以及巴黎前往西班牙北部地区的必经之路，是一个重要的旅游中转站。2018年，达克斯境内共有23个宾馆共计1,004间房间，另有3个露营地，可容纳共414辆露营车。

### 媒体
法国主要的媒体均可在达克斯接收，法国电视三台下属的新阿基坦大区频道在部分时段播出达克斯所属区域的地方新闻。

## 友好城市
截至2020年2月，达克斯与西班牙城市洛格罗尼奥互为友好城市。